# Тереблеченська сільська територіальна громада
Тереблеченська сільська громада — територіальна громада України, у Чернівецькому районі Чернівецької області. Адміністративний центр — село Тереблече.
Площа громади — 67,79 км², населення — 5370 мешканців (2018).
Утворена 4 серпня 2016 року шляхом об'єднання Синьовецької та Тереблеченської сільських рад Глибоцького району.

## Населені пункти
До складу громади входять 5 сіл: Буківка, Верхні Синівці, Горбівці, Нижні Синівці та Тереблече.